# Sony Music Entertainment
Pour les articles homonymes, voir Sony et CBS.

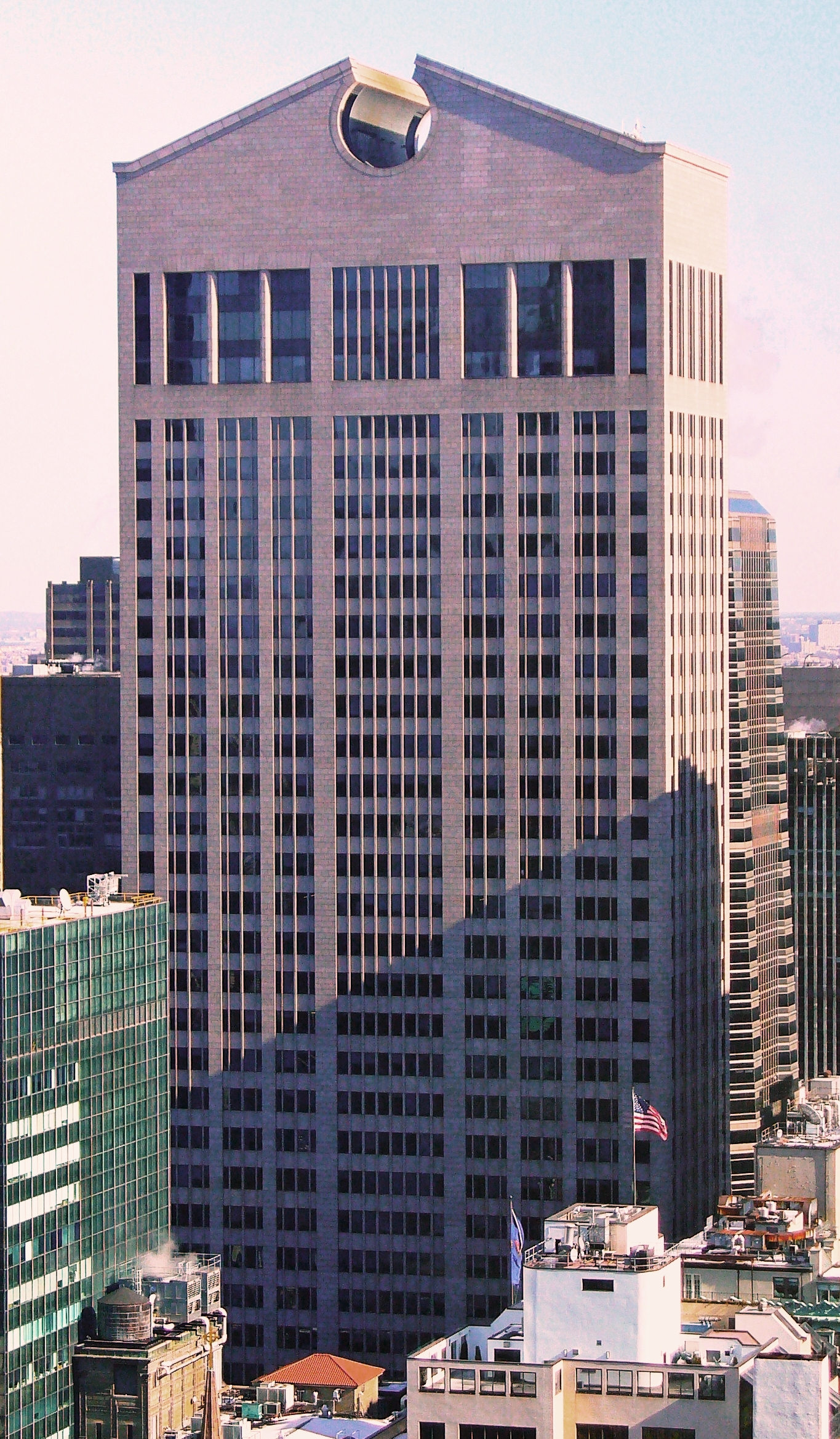
Siège de Sony Music

Sony Music Entertainment (précédemment Columbia Recording, CBS Records, Sony Music Entertainment (1991), Sony-BMG music entertainment) est un label de disques contrôlé par Sony Corporation of America. C'est l'un des trois plus grands labels discographiques au monde derrière Universal Music mais devant Warner Music[réf. nécessaire].

## Histoire
Columbia est une société qui a été créée en 1888 pour commercialiser le phonographe de Thomas Edison à Washington DC, dans le Maryland et dans le Delaware. Comme la plupart des sociétés de distribution locales, la Columbia Phonograph Company se lance aussi dans l'édition et la commercialisation de cylindres de cire.
Columbia se lance dans la production de disques en 1901 et innove en 1908 en vendant les premiers disques imprimés sur les deux faces.

### CBS Records
En 1927, Columbia Records s'associe à l'agent artistique Arthur Judson pour lancer le réseau de radio « Columbia Phonograph Broadcasting System » qui deviendra le « Columbia Broadcasting System » (CBS). Le réseau n'étant pas rentable, Columbia revend ses parts dans CBS dès 1929. Puis Columbia se fait racheter par l'American Record Corporation (ARC) en 1934. ARC s'est constitué par fusion de plusieurs petites maisons de disques.
En 1938, la radio s'étant plus vite remise de la crise de 1929, CBS rachète ARC et de fait Columbia Records, son ancienne société mère. William S. Paley patron de CBS souhaite également racheter RCA-Victor, mais Isaac Levy et Edward Wallerstein à la direction du label déclinent l'offre.
En 1948, CBS rejoint EMI et RCA Records au rang des majors et lance le « long playing record » (le « 33 tours » ou encore le « LP »).
En 1951, CBS s'implante en Europe. Elle conclut avec Philips Phonographic Industries un accord de distribution réciproque. CBS Records commercialise les disques Philips aux États-Unis sous le label Epic, alors que Philips commercialise en Europe une partie du répertoire de CBS. Directeur depuis 1951 James Conkling quitte la société en 1956 pour la fondation de l'Académie nationale des arts et des sciences avant de devenir le premier président de Warner Bros. Records.
En 1957, le Traité de Rome met fin à cette association. CBS Records abandonne alors avec son allié Philips Records sa politique de distribution réciproque pour créer des filiales à l'international à partir de 1961. En France, CBS reprend la société Arteco en 1964 tandis que Philips acquiert Mercury Records aux États-Unis en 1961. La maison de disques mexicaine de CBS, Discos Columbia, est rebaptisée Discos CBS en 1963. En 1964, CBS établit sa propre distribution britannique grâce à l'acquisition d'Oriole Records. En mars 1968, CBS et Sony forment CBS/Sony Records, une coentreprise au Japon. Parallèlement au disque, CBS Records se lance dans l'édition musicale et littéraire, les instruments de musique (pianos Steinway), les jouets et surtout dans la télévision, devenant ainsi, dans les années 1960, CBS l'un des trois plus grand réseau de télévision aux États-Unis.
En 1970, CBS Records réactive le label Embassy Records en Europe, dans le but de distribuer des albums originellement commercialisés uniquement aux États-Unis. Sur ce label sont signés des artistes tels que Andy Williams, Johnny Cash, Barbra Streisand, The Byrds, Tammy Wynette, Laura Nyro et Sly and the Family Stone, avant que le label redevient inactif dans les années 1980. Le groupe CBS Records est dirigé avec succès par Clive Davis jusqu'à son renvoi en 1972. Il est mis à pied après avoir utilisé les fonds de la CBS pour se payer une opulente bar-mitzvah à son fils. Il sera remplacé par Goddard Lieberson, puis par Walter Yetnikoff en 1975, dirigeant de la société jusqu'en 1990.
En 1986, CBS vend sa maison d'édition de musique (music publishing), CBS Songs à Stephen Swid, Martin Bandier, et Charles Koppelman pour 125 millions de dollars, pour ainsi créer SBK Entertainment.
En 1988, CBS a vendu l’entité disques (CBS Records Division) à Sony.

### Sony Music Entertainment I
Au début des années 1980, CBS décide de s'associer à Sony, le créateur du CD, pour la production de disques compacts (CD), d'abord au Japon, puis en Europe et aux États-Unis. À la suite du krach d'octobre 1987, CBS est contraint de se séparer de sa branche phonographique : celle-ci est vendue à Sony dans la vague d'acquisitions nipponnes aux États-Unis pour deux milliards de dollars en janvier 1988. En 1989, CBS Records se relance dans l'industrie musicale en rachetant Tree International Publishing pour plus de 30 millions de dollars. Sony renomme CBS Records en Sony Music Entertainment (SME) en 1991. Le label de musique classique CBS Masterworks devient également Sony Classical Records (en).
La même année Sony réintroduit le label Columbia après avoir acheté les droits internationaux a la major EMI. Epic Records est une autre partie de Sony Music. Le seul pays où Sony n'a pas les droits de Columbia est le Japon. Dans ce pays, le label est contrôlé par Columbia Music Entertainment. Les enregistrements du label Columbia qui ont été produits à l'extérieur du Japon sont sur le marché grâce à Sony Records dans le pays nippon.
En 1995, Sony et Michael Jackson s'associent pour former Sony/ATV Music Publishing.

### Sony BMG Music Entertainment

Logotype de Sony BMG.

En août 2004, en pleine crise de l'industrie du disque, Sony Music Entertainment (Sony) et BMG Entertainment (Bertelsmann Music Group) (Bertelsmann) fusionnent leurs activités musicales au sein du jointure Sony BMG Music Entertainment. Sony reste toutefois seule à la tête de Sony Music Entertainment Japan, en raison de son importance dans l'industrie musicale japonaise. Sony BMG Music est alors détenu à 50 % par Sony Corporation of America et à 50 % par Bertelsmann.

### Sony Music Entertainment II
Le 5 août 2008, Bertelsmann qui souhaite se défaire de ses parts détenues dans Sony BMG Music Entertainment, annonce conjointement avec Sony Corporation of America le rachat par ce dernier. Le 1er octobre 2008 Sony Music Entertainment obtient pour la somme de 900 millions de dollars la part de 50 % détenue par BMG Entertainment dans Sony BMG Music Entertainment, pour en devenir l'unique propriétaire. La société est rebaptisée Sony Music Entertainment tel qu'avant la fusion et tous les labels de l'ancienne BMG Entertainment passent sous le contrôle intégral de Sony Music Entertainment.
Le 1er juillet 2009, SME et IODA annoncent leur partenariat stratégique,.

### Changement et restructuration (depuis 2011)
En mars 2012, Sony Music ferme ses bureaux aux Philippines.
En juillet 2013, Sony Music se sépare de ses opérations en Grèce à cause de la crise économique du pays. Les albums commercialisés par Sony Music en Grèce sont par conséquent distribués par Feelgood Records.

## Liste des labels
- Columbia Records
  - Aware Records
  - Burgundy Records
  - Chaos Recordings
  - C2 Records
- Epic Records
  - Caribou Records
  - Daylight Records
  - 550 Music
  - WTG Records
  - The Work Group
- Federation Records
- GUN Records
- Kinetic Records
- Legacy Recordings
  - Windham Hill Records
  - Private Music (en)
- Ode Records
- Ravenous Records
- RCA Music Group
  - RCA Records
- J-Arista Records
  - MBK Entertainment
  - Full Surface Records
  - US Records
  - Polo Grounds Music
  - Bluebird Records
  - Phonogenic Records
- Provident Music Group
  - Provident Label Group
    - Brentwood Records
    - Benson Records
    - Essential Records
    - Flicker Records
    - Beach Street Records
    - Reunion Records
    - Praise Hymn Music Group
    - Provident Special Markets

  - Provident-Integrity Distribution
- RED Distribution
  - Cashville Records
  - Red Ink Records
- Sony Music Nashville
  - Open Wide
  - Arista Nashville
  - BNA Records
  - RCA Nashville
  - Columbia Nashville
- Sony Music Masterworks
  - Masterworks Broadway Records
    - Playbill Records

  - RCA Victor Red Seal Records
  - Sony Classical
  - Sony Broadway
  - Odyssey Records
  - Arte Nova Classics
  - Deutsche Harmonia Mundi
- Sony Music International Companies
- BMG Music Japan
- Sony BMG Masterworks
- Sony BMG Nashville
- Sony Discos
- TriStar Music
- The Orchard (entreprise)
- Sony Wonder (fait maintenant partie de Sony Pictures Home Entertainment)
- Zomba Label Group
  - Battery Records
  - Epidemic Records
  - La Face Records
  - Jive Records
  - Music for Nations Records
  - Pinacle Records
  - Scotti Brothers Records
  - Silvertone Records
  - So So Def Recordings
  - Verity Records
  - Vogue (label)
  - Volcano Records/Zoo Records
  - X-Cell Records
  - Yelen musiques

### Labels indépendants distribués
- Almost Gold Recordings
- Hombre recordz
- Banlieue Sale
- Belleville Music
- BNM Records (Australia)
- Century Music Malaysia
- Dancing Cat Records (par l'intermédiaire de Windham Hill)
- D-Town Records
- GOOD Music
- Gun Records
- Deutsche Harmonia Mundi
- Hope Music Group
- Independiente Records
- MASQ
- Nick Records
- NotNowMum! Records
- One Records
- Rukus Avenue
- Shout! Factory
- S-kal Records
- Thrive Records
- Thugtertainment
- Wati B
- Wind-up Records
- Platinum Star Records

 cactus Jack
Young stoner life record

## Liste des labels en France
- RCA
- Epic Records
- Columbia
- A+LSO
- Hall Access
- LOAD / Labels Distribués
- Legacy
- Masterworks

## Justice
En mai 2012, Sony Music poursuit en justice IsoHunt.